# SD 건담 월드 히어로즈
《SD 건담 월드 히어로즈》(일본어: SDガンダムワールド ヒーローズ, Superior Defender Gundam Force Heroes)는 2021년부터 전개된 SD 건담 시리즈다.

## 개요
2019년부터 해외를 중심으로 전개되고 있는 「SD 건담 월드 시리즈」의 한 작품으로 『SD 건담 월드 삼국창걸전』을 비롯한 다양한 SD건담이 등장한다.